# Ruzang
O Ruzang ou Canon Confuciano (chinês: 儒藏) é um projeto em andamento para compilar todos os trabalhos clássicos conhecidos sobre Confucionismo, comparável ao Daozang (Canon Taoista) e o Chinese Buddhist Canon. Também inclui clássicos confucionistas japoneses, coreanos e vietnamitas.
O projeto, que envolve 400 estudiosos, foi liderado pela importante Universidade de Pequim e pelo filósofo Tang Yijie até sua morte em 2014. Devido a ser concluído em 2025, estima-se que a Canon compreenda mais de 5.000 obras com aproximadamente um bilhão de caracteres chineses.